# Perigymnosoma globulum
Perigymnosoma globulum là một loài ruồi trong họ Tachinidae.